# Schilleriella pulchra
Schilleriella pulchra är en stekelart som först beskrevs av Girault 1932.  Schilleriella pulchra ingår i släktet Schilleriella och familjen sköldlussteklar. Inga underarter finns listade i Catalogue of Life.